# Slavica Đukić Dejanović
Slavica Đukić Dejanović, szerbül: Славица Ђукић Дејановић (Rača, 1951. július 4. –) szerb politikus, a szerb kormány egykori egészségügyi minisztere, a szerb parlament házelnöke, majd Szerbia elnöke, a Szerb Szocialista Párt tagja hosszú ideig.
Dejanović Nataša Mićić után a második nő volt a Szerbiai Nemzetgyűlés élén. Elődje 2001 és 2004 között töltötte be ezt a tisztet a függetlenné vált Szerbiában. Ennek a posztjának köszönhette, Szerbia 2006-os függetlenné válása óta első nőként Szerbia ügyvivő elnöke lett.

## Életrajza
Dejanović Račában Kragujevac mellett született 1951. július 4-én, ahol elvégezte az általános és a középiskolát. A Belgrádi Egyetem Orvostudományi Karán diplomázott, ahol 1983-ban MSc, 1986-ban PhD fokozatot szerzett.

### Pályafutása
Dejanović 1982 óta a Kragujevaci Egyetem Orvostudományi Iskolájában dolgozott, ahol adjunktus majd docens, 1992-ben pedig professzor segéd lett. 1996-ban lett belőle professzor. 1995 és 2001 között a Kragujevaci klinikai Kórházi Központban dolgozott, majd eltávolították a menedzsmenti posztjáról, de orvosként továbbra is ott praktizált. Dejanović a Kragujevaci Pszichiátriai Klinika igazgatója, az Orvostudományi Iskola rektorhelyettese, a Szerbiai Pszichiáterek Szervezetének az elnöke. Volt a Drogtanács elnöke és a tudomány és technológián belül az Egészségügyi Kutatási kormányzó tanács tagja.

### Politikai karrierje
Orvosi pályafutása mellett Dejanović építgette a politikai pályáját is. 18 évesen a Jugoszláv Kommunisták Ligájának lett a tagja. Dejanović volt a Liga Akció Konferenciájának az elnöke, és tagja lett a Kragujevaci Települési Bizottságának. Dejanović 1990. szeptember 12. óta a Szerbiai Szocialista Párt tagja. Az SPS Vezetőségi Fő Tanácsának is tagja volt, és ő vezette az SPS Kragujevaci Regionális vezetőségét. Először 1996-ban választották  meg a párt alelnökévé, mely posztot 1997. áprilisig töltött be. 20020. május 12-én ismét megválasztották alelnöknek, mely posztot ezúttal 2006 december 4-ig töltött be. Két cikluson keresztül a Szerbiai Nemzetgyűlés tagja volt, két cikluson keresztül pedig szövetségi posztot töltött be. A 2000 október és 2001 január közti étmeneti kormányban ő volt a családügyért felelős miniszter.
2008. június 25-én Dejanovićot a Szerbiai Nemzetgyűlés elnökévé választották.
Boris Tadić lemondását követően 2012. április 5-én Slavica Đukić Dejanović lett az ország ügyvezető elnöke, akit a 2012. május 6-i elnökválasztás győztese követett.